# Високошвидкісна залізниця Анкара — Конья
Високошвидкісна залізниця Анкара — Конья (тур. Ankara-Konya hızlı tren hattı) — високошвидкісна залізнична лінія між Анкарою і Конья. YHT почало комерційні операції після 23 серпня 2011. Кошторисна вартість 1,000,000,000 турецьких лір, друга високошвидкісна залізнична лінія в Туреччині, після високошвидкісної залізниці Анкара-Стамбул лінія прямує тим же маршрутом, що й високошвидкісна залізниця Анкара-Стамбул із Анкари до Полатли, де вона має відгалуження на південь через рівнини середньої Анатолії і з'єднується із залізницею Ескішехір — Афьон — Конья у Сарикалар, на північ від Коньї, що прямує на південь до міста.
Будівництво розпочали 8 липня 2006 і завершили в середині 2011. Тестові поїздки розпочалися 3 червня 2011 і комерційна експлуатація почалася 23 серпня.